# Вынар, Любомир Роман Иванович
Любоми́р Рома́н Ива́нович Вы́нар (укр. Любомир Роман Іванович Винар) (2 января 1932, Львов, Польша — 16 апреля, 2017, США) — американский и украинский историк, профессор, главный редактор журнала «Украинский историк».

## Биография
Родился в семье Евфросинии и Ивана Вынаров, занимавшихся педагогической деятельностью. В период  немецкой оккупации Львова семья Вынаров сотрудничала с немецким правительством. Отступая из Львова вместе с Вермахтом, Вынары в 1944 году перебрались в Прагу, а затем в Мюнхен. С 1949 года Любомир Вынар учился в Мюнхенском университете. Тогда же проходил обучение на философском факультете Украинского вольного университета в Баварии. В том же университете в 1955 году Вынар получил степень Магистра философии. В 1956 году в УВУ защитил диссертацию по теме «Украинско-молдавские отношения во второй половине XVI в.». После этого переехал в США.
Продолжил обучение в Университете Кейс Вестерн резерв. С 1959 по 1962 г. был профессором Кейсинского технологического института, а в 1962-1965 гг. в Колорадском университете. В 1964 г. защитил монографию об Андрее Войнаровском и стал доктором УВУ. В 1969 г. стал ординарным профессором, а с 1971 г. занимал должность директора Научного центра исследований этнических публикаций Кентского государственного университета (до 1996 г.). Являлся почётным академиком Национального университета «Острожская академия», доктором Черновицкого национального университета им. Ю. Федьковича, членом Научного товарищества им. Шевченко.
Научным интересом являлось исследование биографии и работ М. С. Грушевского. Кроме того, занимался казацкой, этнической, религиозной и другими тематиками.

## Редакторская деятельность
Являлся с 1963 по 2017 г. главным редактором украинского научного журнала «Украинский историк» (был его основателем), имеющего украиноведческое направление. Также редактировал в 1980-1996 гг. международный журнал «Ethnic Forum», на страницах которого публиковались исследования по этнической тематике. Основал в 1974 г. издательскую серию «Грушевскиана».

## Научные работы

### Монографии и брошюры
- Винар Л. Андрій Войнаровський: історичний нарис. — Мюнхен: Дніпрова хвиля, 1962. — 127 с.
- Винар Л. Грушевськознавство: генеза й історичний розвиток. — К., 1998. — 216 с.
- Винар Л. Михайло Грушевський в боротьбі за український університет. — Мюнхен, 1968. — 20 с.
- Винар Л. Михайло Грушевський: історик і будівничий нації. — К.: Фундація ім. О. Ольжича, 1995. — 304 с.
- Винар Л. Молодість Михайла Грушевського: 1866—1894 рр. — Мюнхен, 1967. — 38 с.
- Винар Л. Силуети епох: Дмитро Вишневецький, Михайло Грушевський. — Дрогобич: Відродження, 1992. — 184 с.
- Винар Л. Українське Історичне Товариство (1965—2000). Статті і матеріали. — Чернівці: Прут, 2000. — 128 с.
- Винар Л. «Український історик»: 40 років служіння науці, 1963—2003. Статті та матеріали. — Нью-Йорк; Острог, 2003. — 258 с.
- Wynar L. Mychajlo Hruševs’kyj: biobibliographische Quelle. — München, 1984. — 68 s.
- Wynar L. R. Mykhajlo Hrushevski: ukrainian-russian confrontation in historiography. — Toronto; New York; Munich: Ukrainian Historical Association, 1988. — 66 p.
- Wynar L. R. Ukrainian-russian confrontation in historiography: Michael Hrusevsky versus the traditional scheme of russian history. — New York, 1984. — 15 p.

### Статьи в сборниках и записках
- Винар Л. Бібліографія праць проф. д-ра Олександра Оглоблина: 1920—1975 рр. // Збірник на пошану проф. д-ра Олександра Оглоблина. — Нью-Йорк, 1977. — С. 93—123.
- Винар Л. Біографічні і бібліографічні матеріяли Ярослава Пастернака // Записки наукового товариства ім. Шевченка. — 1976. — Т. 189. — С. 113—128.
- Винар Л. Генеза Української академії наук і Михайло Грушевський // ОІ. — 1999. — С. 199—211.
- Винар Л. Думки про грушевськознавство: генеза, структура, завдання // Михайло Грушевський і львівська історична школа. — Нью-Йорк, 1995. — С. 8—17.
- Винар Л. Історичні праці Івана Франка // Збірник української літературної газети. — Мюнхен, 1957. — С. 48—63.
- Винар Л. Михайло Грушевський — історик України // МГ. — 1994. — С. 13—31.
- Винар Л. Михайло Грушевський і його концепція трьох київських академій // СУАТ. — 1993. — С. 279—318.
- Винар Л. Наукова творчість проф. Олександра Оглоблина // Збірник на пошану проф. д-ра Олександра Оглоблина. — Нью-Йорк, 1977. — С. 64—92.
- Винар Л. Олександер Оглоблин: біо-бібліографічні матеріали // Записки чину св. Василя Великого. — 1958. — Т. 3, № 1-2. — С. 148—171.

### Статьи в журнале «Украинский историк»
- Винар Л. Австрійські урядові документи про призначення Михайла Грушевського професором Львівського університету // Український історик. — 1986. — Вип. 3—4 (91—92). — С. 76—89.
- Винар Л. Автобіографічні матеріали Олександра Оглоблина // Український історик. — 1994. — Вип. 1—4 (120—123). — С. 153—161.
- Винар Л. Дмитро Дорошенко: видатний дослідник української історіографії і бібліографії // Український історик. — 1982. — Вип. 3—4 (75—76); 1983. — Вип. 1 (77). — С. 40—78.
- Винар Л. Дмитро Іванович Дорошенко: життя і діяльність // Український історик. — 2001. — Вип. 1—4 (148—151). — С. 9—67.
- Винар Л. Думки з приводу 50-х роковин смерті Михайла Грушевського // Український історик. — 1984. — Вип. 1—4 (81—84). — С. 7—20.
- Винар Л. Євген Онацький — чесність з нацією: 1894—1979 рр. // Український історик. — 1980. — Вип. 1—4 (65—68). — С. 153—179.
- Винар Л. Життя і наукова діяльність Михайла Грушевського // Український історик. — 1966. — Вип. 1—2 (9—10). — С. 15—31.
- Винар Л. Значення М. Грушевського в українській і всесвітній історії // Український історик. — 1991 — Вип. 3—4 (110—111); 1992 — Вип. 1—4 (112—115). — С. 15—53.
- Винар Л. Іван Крип’якевич // Український історик. — 1967. — Вип. 1—2 (13—14). — С. 75—80.
- Винар Л. Листи Івана Крип’якевича до Олександра Оглоблина з 1941—1943 рр. // Український історик. — 1990. — Вип. 1—4 (104—107). — С. 164—177.
- Винар Л. Матеріали до біографії Михайла Грушевського // Український історик. — 1982. — Вип. 1—2 (73—74). — С. 65—75.
- Винар Л. Михайло Грушевський як голова Наукового товариства ім. Т. Шевченка // Український історик. — 1969. — Вип. 1—3 (21—23). — С. 5—46.
- Винар Л. Михайло Ждан: 1909—1975 рр. // Український історик. — 1975. — Вип. 3—4 (47—48). — С. 88—99.
- Винар Л. Наукова творчість Олександра Петровича Оглоблина // Український історик. — 1970. — Вип. 1—3 (25—27). — С. 5—32.
- Винар Л. Нова праця про українську совєтську історіографію // Український історик. — 1963. — Вип. 1. — С. 16—18.
- Винар Л. Огляд історичної літератури про початки української козаччини // Український історик. — 1965. — Вип. 1—2 (5—6). — С. 28—37; Вип. 3—4 (7—8). — С. 17—38.
- Винар Л. Олександер Баран: діяльність і наукова творчість // Український історик. — 1999. — Вип. 2—4 (141—143). — С. 92—109.
- Винар Л. Олександер Оглоблин як дослідник гетьмана Івана Мазепи і його доби // Український історик. — 1989. — Вип. 4 (104). — С. 44—49.
- Винар Л. Олександер Петрович Оглоблин // Український історик. — 1964. — Вип. 4. — С. 20—26.
- Винар Л. Олександер Петрович Оглоблин // Український історик. — 1993. — Вип. 1—4 (116—119). — С. 7—57.
- Винар Л. Питання походження полковника Максима Кривоноса // Український історик. — 1971. — Вип. 3—4 (31—32). — С. 23—35.
- Винар Л. Початки українського реєстрового козацтва // Український історик. — 1964. — Вип. 2—3. — С. 12—17.
- Винар Л. Професор Н. Д. Полонська-Василенко і Українське історичне товариство // Український історик. — 1969. — Вип. 1—3 (21—23). — С. 102—105.
- Винар Л. Свідчення М. Грушевського у Харкові з дня 28.03.1931 р. // Український історик. — 1991 — Вип. 3—4 (110—111); 1992 — Вип. 1—4 (112—115). — С. 380—389.
- Винар Л. Універсал Івана Мазепи для Івана Дяківського: історіографічна замітка // Український історик. — 1987. — Вип. 1—4 (93—96). — С. 70—71.
- Винар Л. Чому Михайло Грушевський повернувся на Україну в 1914 р. // Український історик. — 1967. — Вип. 3—4 (15—16). — С. 103—108.
- Винар Л. Як було створене Українське історичне товариство // Український історик. — 2005. — № 2—4 (166—168). — С. 11—49.
- Винар Л., Атаманенко А. Академік Аркадій Жуковський: історик і енциклопедист // Український історик. — 2003. — № 1—5 (156—160). — С. 397—408.

### Статьи в других журналах
- Винар Л. Англієць про Україну в 17 ст. // Україна (Париж). — 1953. — № 10. — С. 824—826.
- Винар Л. Думки про українську державність в контексті її історичного розвитку // Самостійна Україна. — 1988. — Т. 41, № 3. — С. 24—32.
- Винар Л. Іван Крип’якевич як бібліограф // Сучасність. — 1968. — № 9. — С. 118—127.
- Винар Л. Князь Дмитро Вишневецький // Сучасність. — 1963. — № 10. — С. 90-105; № 11. — С. 86-100; № 12. — С. 95—110.
- Винар Л. Максим Кривоніс // Овид (Чикаго). — 1961. — Т. 12, № 5. — С. 21—23.
- Винар Л. Найвидатніший історик України Михайло Грушевський (1866—1934 рр.) // Сучасність. — 1984. — № 11. — С. 85—95; 1985. — № 1. — С. 56—70; 1985. — № 2. — С. 73—92; 1985. — № 3. — С. 54—78; 1985. — № 4. — С. 91—112.
- Винар Л. Потрібна бібліографія творів Михайла Грушевського // Сучасність. — 1966. — № 7. — С. 113—115.
- Винар Л. Проблема культурного впливу України на Московщину в 17 і 18 ст. // Сучасність. — 1965. — № 4. — С. 119—125.
- Винар Л. Сучасний стан грушевськознавства: генеза, структура, завдання // Пам’ять століть. — 1996. — № 2. — С. 62—70.
- Wynar L. Birth of democracy on the Dnieper river: zaporozhian kozakdom in the 16-th century // The Ukrainian Quarterly. — 1977. — Vol. 33, № 1. — P. 41—49; № 2. — P. 144—156.
- Wynar L. Das Geschichtswissenschaftliche Werk von Oleksander Petrovych Ohloblyn // Jahrbuch der Ukrainekunde (München). — 1985. — № 22. — S. 123—153.
- Wynar L. Die Ursprung der ukrainischen Buchdruckerkunst // Wissenschaftliche Mitteilungen der Ukrainischen Freien Universität. — 1959. — № 3. — S. 35—44.
- Wynar L. Early ukrainian printing in Lviv: 16-th century // The New Review (Toronto). — 1968. — Vol. 8, № 1—2. — P. 57—66.
- Wynar L. The abduction of Andriy Voynarovsky by tsar Peter_1: Hamburg, 1716 // The Ukrainian Review. — 1963. — Vol. 10, № 4. — P. 46—59.
- Wynar L. The present state of ukrainian historiography in Soviet Ukraine: a brief overview // Nationalities Papers. — 1979. — Vol. 7, № 1. — P. 1—23.
- Wynar L. Ukrainian kozaks and the Vatican in 1594 // The Ukrainian Quarterly. — 1965. — Vol. 21, № 1. — P. 65—75.
- Wynar L. Ukrainian-russian confrontation in historiography: Michael Hrushevsky versus the traditional scheme of «russian» history // The Ukrainian Quarterly. — 1974. — Vol. 30, № 1. — P. 13—25.